# Пятрас Курмяліс
«Пятрас Курмяліс» («Petras Kurmelis») — радянський телефільм 1986 року, знятий режисером Юозасом Саболюсом на Литовському телебаченні.

## Сюжет
Фільм поставлено за однойменною повістю Ю. Жемайте. Пятрас Курмяліс — працьовитий, але скупий селянин, одружується за розрахунком, хоче, щоб наречена принесла в будинок гарний посаг. Але шлюб не дає йому щастя. Свій біль він топить в алкоголі.

## У ролях
- Вікторас Валашинас — Пятрас Курмяліс
- Еугенія Шулгайте — мати Пятраса
- Регіна Арбачяускайте — Марцеле
- Дануте Куодіте — Яніке
- Гедимінас Карка — Золіс
- Гедимінас Гірдвайніс — Горіс
- Ванда Марчінскайте — Купстене
- Вітаутас Томкус — Купстіс
- Міндаугас Цапас — Пранукас
- Гінвіле Вайсетайте — Морта
- Егле Тулявічюте — Магде
- Сігітас Рачкіс — Йоніс
- Йонас Брашкіс
- Геновайте Циплінскайте
- Лариса Калпокайте — наймичка
- Отонас Ланяускас
- Нійоле Лепешкайте — Горене
- Вітаутас Румшас
- Нійоле Емілія Сабуліте
- Альгімантас Зігмантавічюс

## Знімальна група
- Режисер — Юозас Саболюс
- Оператор — Йонас Ботирюс
- Художник — Аугіс Кяпяжинскас